# Liste der Botschafter der Vereinigten Staaten in Japan

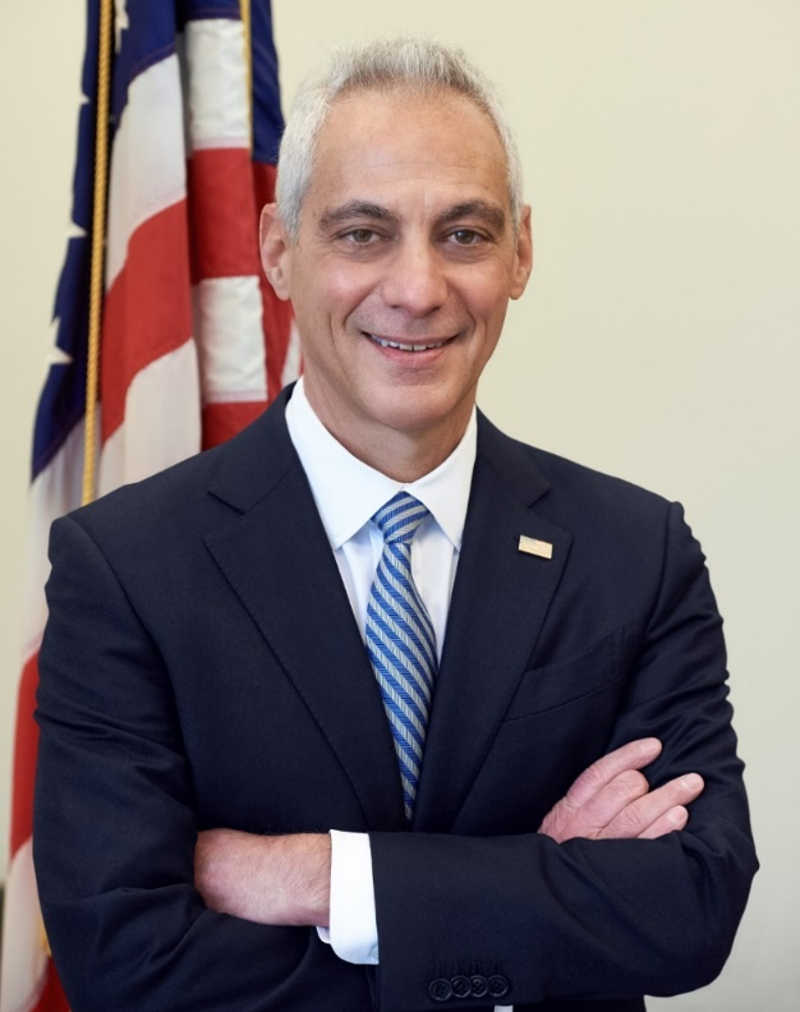
Rahm Emanuel, derzeitiger Botschafter in Japan

Der Botschafter der Vereinigten Staaten von Amerika in Japan ist der Botschafter der Vereinigten Staaten von Amerika in das Kaiserreich Japan und Japan seitdem Commodore Matthew C. Perry 1854 das Land zwangsvoll von der Abschottungspolitik abgebracht hatte. Unterbrochen wurden sie kurzzeitig zwischen 1941 nach dem Angriff auf Pearl Harbor und der darauffolgenden Kriegserklärung Japans an die USA und Großbritannien im Rahmen des Zweiten Weltkrieges. Sie wurden 1952 wieder aufgenommen, nachdem die SCAP, Besatzungsorgan der Alliierten in Japan, Ende 1951 durch den Friedensvertrag von San Francisco aufgelöst wurde und somit die Besatzungszeit in Japan endete.
Die Titel des Botschafters waren:
- 1859–1872: Minister Resident
- 1872–1905: Envoy Extraordinary and Minister Plenipotentiary
- 1906–dato: Ambassador Extraordinary and Plenipotentiary

## Botschafter im Kaiserreich Japan
| Amtszeit  | Name                        | Bemerkung                                                                          |
| --------- | --------------------------- | ---------------------------------------------------------------------------------- |
| 1859–1862 | Townsend Harris             |                                                                                    |
| 1862–1865 | Robert H. Pruyn             |                                                                                    |
| 1867–1869 | Robert B. Van Valkenburgh   |                                                                                    |
| 1869–1873 | Charles DeLong              | 1872 zum Envoy Extraordinary and Minister Plenipotentiary befördert                |
| 1873–1885 | John Bingham                |                                                                                    |
| 1885–1889 | Richard B. Hubbard          |                                                                                    |
| 1889–1891 | John Franklin Swift         |                                                                                    |
| 1892–1893 | Frank Coombs                |                                                                                    |
| 1893–1897 | Edwin Dun                   |                                                                                    |
| 1898–1902 | Alfred Eliab Buck           |                                                                                    |
| 1903–1905 | Lloyd C. Griscom            |                                                                                    |
| 1906–1907 | Luke Edward Wright          | Erster Botschafter                                                                 |
| 1907–1911 | Thomas J. O’Brien           |                                                                                    |
| 1911–1912 | Charles Page Bryan          |                                                                                    |
| 1913      | Larz Anderson               |                                                                                    |
| 1913–1917 | George W. Guthrie           |                                                                                    |
| 1917–1920 | Roland S. Morris            |                                                                                    |
| 1921–1922 | Charles B. Warren           |                                                                                    |
| 1923–1924 | Cyrus Woods                 |                                                                                    |
| 1924–1925 | Edgar Bancroft              | Starb in Japan in Karuizawa                                                        |
| 1925–1928 | Charles MacVeagh            |                                                                                    |
| 1930      | William Richards Castle Jr. |                                                                                    |
| 1930–1932 | William Cameron Forbes      |                                                                                    |
| 1932–1941 | Joseph Grew                 | Nach Kriegserklärung von japanischer Regierung interniert, verließ Japan erst 1942 |

## Botschafter in Japan
| Amtszeit  | Name                 | Bemerkung                   |
| --------- | -------------------- | --------------------------- |
| 1952–1953 | Robert Murphy        |                             |
| 1953–1957 | John Moore Allison   |                             |
| 1957–1961 | Douglas MacArthur II |                             |
| 1961–1966 | Edwin O. Reischauer  |                             |
| 1966–1969 | U. Alexis Johnson    |                             |
| 1969–1972 | Armin H. Meyer       |                             |
| 1972–1973 | Robert S. Ingersoll  |                             |
| 1974–1977 | James D. Hodgson     |                             |
| 1977–1988 | Mike Mansfield       |                             |
| 1989–1993 | Michael Armacost     |                             |
| 1993–1996 | Walter Mondale       | 1977–1981 42. Vizepräsident |
| 1997–2001 | Tom Foley            |                             |
| 2001–2005 | Howard Baker         |                             |
| 2005–2009 | Tom Schieffer        |                             |
| 2009–2013 | John Roos            |                             |
| 2013–2017 | Caroline Kennedy     |                             |
| 2017–2019 | Bill Hagerty         |                             |
| 2022–     | Rahm Emanuel         |                             |